# Lista över fornlämningar i Ulricehamns kommun (Ulricehamn)
Lista över fornlämningar i Ulricehamns kommun (Ulricehamn) är en förteckning av ett urval av de fornlämningar som finns i Ulricehamn i Ulricehamns kommun.
| Namn                         | Lämningstyp                      | Tillkomsttid | Historisk indelning       | Plats | Läge                 | ID-nr          | Bild                                      |
| ---------------------------- | -------------------------------- | ------------ | ------------------------- | ----- | -------------------- | -------------- | ----------------------------------------- |
| Ulricehamn 1:1               | Stensättning                     |              | Ulricehamn, Västergötland |       | 57.783686, 13.331244 | 10181200010001 | Ladda upp en bild av detta fornminne      |
| Ulricehamn 3:1               | Röse                             |              | Ulricehamn, Västergötland |       | 57.790528, 13.327805 | 10181200030001 | Ladda upp en bild av detta fornminne      |
| Ulricehamn 5:1               | Stensättning                     |              | Ulricehamn, Västergötland |       | 57.778687, 13.370345 | 10181200050001 | Ladda upp en bild av detta fornminne      |
| Ulricehamn 8:1               | Röse                             |              | Ulricehamn, Västergötland |       | 57.827443, 13.389136 | 10181200080001 | Ladda upp en bild av detta fornminne      |
| Ulricehamn 9:1               | Röse                             |              | Ulricehamn, Västergötland |       | 57.827611, 13.388006 | 10181200090001 | Ladda upp en bild av detta fornminne      |
| Ulricehamn 11:1              | Stensättning                     |              | Ulricehamn, Västergötland |       | 57.823437, 13.436781 | 10181200110001 | Ladda upp en bild av detta fornminne      |
| Ulricehamn 12:1              | Hög                              |              | Ulricehamn, Västergötland |       | 57.818724, 13.421907 | 10181200120001 | Ladda upp en bild av detta fornminne      |
| Ulricehamn 13:1              | Stensättning                     |              | Ulricehamn, Västergötland |       | 57.818913, 13.423843 | 10181200130001 | Ladda upp en bild av detta fornminne      |
| Ulricehamn 14:1              | Stenkammargrav                   |              | Ulricehamn, Västergötland |       | 57.818959, 13.424863 | 10181200140001 | Ladda upp en bild av detta fornminne      |
| Ulricehamn 15:1              | Stensättning                     |              | Ulricehamn, Västergötland |       | 57.819765, 13.426081 | 10181200150001 | Ladda upp en bild av detta fornminne      |
| Ulricehamn 16:1              | Stensättning                     |              | Ulricehamn, Västergötland |       | 57.818154, 13.424409 | 10181200160001 | Ladda upp en bild av detta fornminne      |
| Ulricehamn 19:1              | Grav markerad av sten/block      |              | Ulricehamn, Västergötland |       | 57.824410, 13.417374 | 10181200190001 | Ladda upp en bild av detta fornminne      |
| Vg 187 (Ulricehamn 21:1)     | Runristning                      |              | Ulricehamn, Västergötland |       | 57.814794, 13.410331 | 10181200210001 | Ladda upp en till bild av detta fornminne |
| Ulricehamn 23:1              | Röse                             |              | Ulricehamn, Västergötland |       | 57.791775, 13.333856 | 10181200230001 | Ladda upp en bild av detta fornminne      |
| Ulricehamn 23:2              | Röse                             |              | Ulricehamn, Västergötland |       | 57.791649, 13.333530 | 10181200230002 | Ladda upp en bild av detta fornminne      |
| Ulricehamn 24:1              | Röse                             |              | Ulricehamn, Västergötland |       | 57.791425, 13.347111 | 10181200240001 | Ladda upp en bild av detta fornminne      |
| Ulricehamn 25:1              | Kyrka/kapell                     |              | Ulricehamn, Västergötland |       | 57.799465, 13.368310 | 10181200250001 | Ladda upp en till bild av detta fornminne |
| Ulricehamn 25:2              | Begravningsplats                 |              | Ulricehamn, Västergötland |       | 57.799393, 13.368491 | 10181200250002 | Ladda upp en bild av detta fornminne      |
| Ulricehamn 26:1              | Grav markerad av sten/block      |              | Ulricehamn, Västergötland |       | 57.798247, 13.364185 | 10181200260001 | Ladda upp en bild av detta fornminne      |
| Ulricehamn 27:1              | Röse                             |              | Ulricehamn, Västergötland |       | 57.793367, 13.365089 | 10181200270001 | Ladda upp en bild av detta fornminne      |
| Ulricehamn 28:1              | Röse                             |              | Ulricehamn, Västergötland |       | 57.793068, 13.362034 | 10181200280001 | Ladda upp en bild av detta fornminne      |
| Ulricehamn 29:1              | Röse                             |              | Ulricehamn, Västergötland |       | 57.793031, 13.360854 | 10181200290001 | Ladda upp en bild av detta fornminne      |
| Ulricehamn 30:1              | Hög                              |              | Ulricehamn, Västergötland |       | 57.795028, 13.366379 | 10181200300001 | Ladda upp en bild av detta fornminne      |
| Ulricehamn 31:1              | Röse                             |              | Ulricehamn, Västergötland |       | 57.812678, 13.370475 | 10181200310001 | Ladda upp en bild av detta fornminne      |
| Ulricehamn 32:1              | Stensättning                     |              | Ulricehamn, Västergötland |       | 57.805866, 13.377027 | 10181200320001 | Ladda upp en bild av detta fornminne      |
| Ulricehamn 33:1              | Hög                              |              | Ulricehamn, Västergötland |       | 57.803521, 13.383059 | 10181200330001 | Ladda upp en bild av detta fornminne      |
| Ulricehamn 34:1              | Gravfält                         |              | Ulricehamn, Västergötland |       | 57.802480, 13.379879 | 10181200340001 | Ladda upp en bild av detta fornminne      |
| Ulricehamn 35:1              | Röse                             |              | Ulricehamn, Västergötland |       | 57.801531, 13.386036 | 10181200350001 | Ladda upp en bild av detta fornminne      |
| Ulricehamn 35:2              | Stensättning                     |              | Ulricehamn, Västergötland |       | 57.801608, 13.385630 | 10181200350002 | Ladda upp en bild av detta fornminne      |
| Ulricehamn 35:3              | Stensättning                     |              | Ulricehamn, Västergötland |       | 57.801438, 13.385687 | 10181200350003 | Ladda upp en bild av detta fornminne      |
| Ulricehamn 35:4              | Stensättning                     |              | Ulricehamn, Västergötland |       | 57.801520, 13.385321 | 10181200350004 | Ladda upp en bild av detta fornminne      |
| Ulricehamn 36:1              | Hällristning                     |              | Ulricehamn, Västergötland |       | 57.801994, 13.383468 | 10181200360001 | Ladda upp en bild av detta fornminne      |
| Konungarör (Ulricehamn 37:1) | Röse                             |              | Ulricehamn, Västergötland |       | 57.802090, 13.386076 | 10181200370001 | Ladda upp en bild av detta fornminne      |
| Konungarör (Ulricehamn 37:2) | Hällristning                     |              | Ulricehamn, Västergötland |       | 57.802057, 13.386347 | 10181200370002 | Ladda upp en bild av detta fornminne      |
| Ulricehamn 39:1              | Stenkrets                        |              | Ulricehamn, Västergötland |       | 57.804376, 13.395278 | 10181200390001 | Ladda upp en bild av detta fornminne      |
| Ulricehamn 39:2              | Stenkrets                        |              | Ulricehamn, Västergötland |       | 57.804372, 13.395071 | 10181200390002 | Ladda upp en bild av detta fornminne      |
| Ulricehamn 39:3              | Stenkrets                        |              | Ulricehamn, Västergötland |       | 57.804446, 13.394922 | 10181200390003 | Ladda upp en bild av detta fornminne      |
| Ulricehamn 41:1              | Stensättning                     |              | Ulricehamn, Västergötland |       | 57.796969, 13.374851 | 10181200410001 | Ladda upp en bild av detta fornminne      |
| Ulricehamn 46:1              | Stenkrets                        |              | Ulricehamn, Västergötland |       | 57.803873, 13.402688 | 10181200460001 | Ladda upp en bild av detta fornminne      |
| Ulricehamn 48:1              | Hög                              |              | Ulricehamn, Västergötland |       | 57.813906, 13.426163 | 10181200480001 | Ladda upp en bild av detta fornminne      |
| Ulricehamn 48:2              | Hög                              |              | Ulricehamn, Västergötland |       | 57.814025, 13.426502 | 10181200480002 | Ladda upp en bild av detta fornminne      |
| Ulricehamn 48:3              | Hög                              |              | Ulricehamn, Västergötland |       | 57.813920, 13.425544 | 10181200480003 | Ladda upp en bild av detta fornminne      |
| Ulricehamn 49:1              | Hög                              |              | Ulricehamn, Västergötland |       | 57.813328, 13.426714 | 10181200490001 | Ladda upp en bild av detta fornminne      |
| Ulricehamn 50:1              | Röse                             |              | Ulricehamn, Västergötland |       | 57.812575, 13.425734 | 10181200500001 | Ladda upp en bild av detta fornminne      |
| Ulricehamn 51:1              | Hög                              |              | Ulricehamn, Västergötland |       | 57.811709, 13.419734 | 10181200510001 | Ladda upp en bild av detta fornminne      |
| Ulricehamn 52:1              | Hög                              |              | Ulricehamn, Västergötland |       | 57.810358, 13.419469 | 10181200520001 | Ladda upp en bild av detta fornminne      |
| Ulricehamn 57:1              | Stensättning                     |              | Ulricehamn, Västergötland |       | 57.815964, 13.423638 | 10181200570001 | Ladda upp en bild av detta fornminne      |
| Ulricehamn 58:1              | Stensättning                     |              | Ulricehamn, Västergötland |       | 57.814693, 13.425213 | 10181200580001 | Ladda upp en bild av detta fornminne      |
| Konungarör (Ulricehamn 60:1) | Stensättning                     |              | Ulricehamn, Västergötland |       | 57.762171, 13.345249 | 10181200600001 | Ladda upp en bild av detta fornminne      |
| Ulricehamn 61:1              | Stensättning                     |              | Ulricehamn, Västergötland |       | 57.765515, 13.347369 | 10181200610001 | Ladda upp en bild av detta fornminne      |
| Ulricehamn 61:2              | Stensättning                     |              | Ulricehamn, Västergötland |       | 57.765343, 13.347396 | 10181200610002 | Ladda upp en bild av detta fornminne      |
| Ulricehamn 62:1              | Stensättning                     |              | Ulricehamn, Västergötland |       | 57.765114, 13.347609 | 10181200620001 | Ladda upp en bild av detta fornminne      |
| Ulricehamn 62:2              | Stensättning                     |              | Ulricehamn, Västergötland |       | 57.765103, 13.347105 | 10181200620002 | Ladda upp en bild av detta fornminne      |
| Ulricehamn 62:3              | Stensättning                     |              | Ulricehamn, Västergötland |       | 57.765022, 13.346923 | 10181200620003 | Ladda upp en bild av detta fornminne      |
| Ulricehamn 66:1              | Stensättning                     |              | Ulricehamn, Västergötland |       | 57.824644, 13.409501 | 10181200660001 | Ladda upp en bild av detta fornminne      |
| Ulricehamn 68:1              | Stensättning                     |              | Ulricehamn, Västergötland |       | 57.830815, 13.397502 | 10181200680001 | Ladda upp en bild av detta fornminne      |
| Ulricehamn 69:1              | Stensättning                     |              | Ulricehamn, Västergötland |       | 57.829728, 13.396814 | 10181200690001 | Ladda upp en bild av detta fornminne      |
| Ulricehamn 72:1              | Grav markerad av sten/block      |              | Ulricehamn, Västergötland |       | 57.793680, 13.362934 | 10181200720001 | Ladda upp en bild av detta fornminne      |
| Ulricehamn 74:1              | Stensättning                     |              | Ulricehamn, Västergötland |       | 57.793997, 13.447110 | 10181200740001 | Ladda upp en bild av detta fornminne      |
| Ulricehamn 77:1              | Hällristning                     |              | Ulricehamn, Västergötland |       | 57.812968, 13.429985 | 10181200770001 | Ladda upp en bild av detta fornminne      |
| Ulricehamn 77:2              | Hällristning                     |              | Ulricehamn, Västergötland |       | 57.812968, 13.429985 | 10181200770002 | Ladda upp en bild av detta fornminne      |
| Ulricehamn 78:1              | Hällristning                     |              | Ulricehamn, Västergötland |       | 57.814393, 13.428187 | 10181200780001 | Ladda upp en bild av detta fornminne      |
| Ulricehamn 79:1              | Stensättning                     |              | Ulricehamn, Västergötland |       | 57.814692, 13.426803 | 10181200790001 | Ladda upp en bild av detta fornminne      |
| Slottet (Ulricehamn 80:1)    | Borg                             |              | Ulricehamn, Västergötland |       | 57.818502, 13.418361 | 10181200800001 | Ladda upp en bild av detta fornminne      |
| Ulricehamn 90:3              | Stensättning                     |              | Ulricehamn, Västergötland |       | 57.791377, 13.365907 | 10181200900003 | Ladda upp en bild av detta fornminne      |
| Ulricehamn 100:1             | Röse                             |              | Ulricehamn, Västergötland |       | 57.835068, 13.404506 | 10181201000001 | Ladda upp en bild av detta fornminne      |
| Ulricehamn 102:1             | Stensättning                     |              | Ulricehamn, Västergötland |       | 57.831750, 13.413488 | 10181201020001 | Ladda upp en bild av detta fornminne      |
| Ulricehamn 103:1             | Hällristning                     |              | Ulricehamn, Västergötland |       | 57.831644, 13.410008 | 10181201030001 | Ladda upp en bild av detta fornminne      |
| Ulricehamn 103:2             | Stensättning                     |              | Ulricehamn, Västergötland |       | 57.831724, 13.410484 | 10181201030002 | Ladda upp en bild av detta fornminne      |
| Ulricehamn 104:1             | Hällristning                     |              | Ulricehamn, Västergötland |       | 57.832127, 13.411835 | 10181201040001 | Ladda upp en bild av detta fornminne      |
| Ulricehamn 105:1             | Stensättning                     |              | Ulricehamn, Västergötland |       | 57.837023, 13.405421 | 10181201050001 | Ladda upp en bild av detta fornminne      |
| Ulricehamn 106:1             | Stensättning                     |              | Ulricehamn, Västergötland |       | 57.836859, 13.406206 | 10181201060001 | Ladda upp en bild av detta fornminne      |
| Ulricehamn 111               | Stensättning                     |              | Ulricehamn, Västergötland |       | 57.814443, 13.358346 | 12000000051258 | Ladda upp en bild av detta fornminne      |
| Ulricehamn 113               | Gravfält                         |              | Ulricehamn, Västergötland |       | 57.813980, 13.358351 | 12000000051261 | Ladda upp en bild av detta fornminne      |
| Ulricehamn 124               | Husgrund, förhistorisk/medeltida |              | Ulricehamn, Västergötland |       | 57.811680, 13.371320 | 12000000051292 | Ladda upp en bild av detta fornminne      |